# 18 Wheels of Steel: Extreme Trucker
18 Wheels Of Steel: Extreme Trucker (укр. 18 сталевих коліс: Екстремальні далекобійники) — відеогра, автосимулятор вантажних перевезень, розроблений чеською компанією SCS Software та виданий 23 жовтня 2009 року компанією ValuSoft ексклюзивно для ПК.

## Ігровий процес
Гра є симулятором вантажних перевезень. Траси проходять через засніжені дороги Аляски, пустельні райони Австралії і гірські серпантини в Андах. За успішно виконані завдання гравець буде отримувати гроші і досвід, відкриваючи, таким чином, доступ до нових вантажів, карт і автомобілів, а також маючи всі шанси почати власну справу і стати успішним транспортним магнатом.

## 18 Wheels of Steel: Extreme Trucker 2
У 2009 році стало відомо про те, що компанія SCS Software готує продовження для цієї гри. Воно буде називатися «18 Wheels of Steel: Extreme Trucker 2».